# Slovaques
Cet article concerne le peuple slovaque. Pour la langue slovaque, voir Slovaque.
Ne doit pas être confondu avec Slovènes.
Les Slovaques sont :
- selon la constitution de la Slovaquie, le droit du sol et le droit international, les citoyens de la Slovaquie et eux seuls, quelles que soient leurs langues, origines et traditions culturelles[9] ;
- selon la définition ethnique, le droit du sang et l'appartenance linguistique et culturelle, le groupe ethnique européen qui s'auto-désigne en slovaque comme Slováci. Ce sont des Slaves occidentaux dont la plupart vit en Slovaquie avec des minorités dans les pays voisins ; cette définition n'inclut pas les minorités non-slovaques de Slovaquie, comme les Magyars ou les Roms[10].

## Histoire
Les Slaves, en provenance des actuelles Podlachie, Polésie et Volhynie, berceau des langues slaves, traversent les Carpates et s'installent en Europe centrale et dans les Balkans au Ve siècle. Par leur différenciation apparaissent les futurs Polonais, Tchèques et Slovaques ainsi que des groupes disparus comme les Abodrites, les Polabes, les Sorabes, les Moraves ou les Braslaves (ces derniers, dans la future Hongrie).
Le premier état à avoir regroupé Tchèques et Slovaques est le royaume de Samo au VIIe siècle. Le premier état slovaque est la principauté de Nitra au siècle suivant, dont le souverain le plus connu est Pribina. Un nouveau regroupement avec les Tchèques, les Sorabes et les Braslaves crée la confédération de la Grande-Moravie au IXe siècle, dont l'un des souverains, Rastislav (846-870), demande à l'Empire byzantin l'envoi des missionnaires qui puissent transmettre en langue slave l'enseignement du Christ. Deux de ces interprètes, Cyrille et Méthode sont les fondateurs de l'alphabet slavon et, par conséquent, de la littérature slavonne (voir alphabet glagolitique),.
La Grande-Moravie est conquise par les Magyars lors de leur installation dans le bassin du moyen-Danube, qui, inaugure, pour les Slovaques comme pour leurs voisins orientaux les Ruthènes, mille ans de domination par la noblesse hongroise. L'histoire des Slovaques se confond dès lors avec celle des Hongrois jusqu'au milieu du XIXe siècle, lorsque les échos des travaux de Jernej Kopitar (1780–1844) et de la révolution de 1848 engagent les élites slaves dans le mouvement de l'austroslavisme visant à abolir les privilèges, à affirmer les identités et à revendiquer des droits pour les slaves de l'Empire austro-hongrois. L'impossibilité de réformer ce dernier aboutit à la fin de la première Guerre mondiale à sa dislocation : Slovaquie et Ruthénie choisissent alors de former, avec les Tchèques, la République tchécoslovaque.
La Tchécoslovaquie parvient à sauvegarder son régime démocratique jusqu'à son invasion par les nazis et leurs alliés hongrois en 1938-1939. Durant la seconde Guerre mondiale, les Slovaques se trouvent partagés entre l'état slovaque territorialement réduit de Jozef Tiso et la Hongrie horthyste, les deux étant satellites du Troisième Reich. Les zones d'habitat slovaque sont libérés à l'automne 1944 et au début de 1945 par les armées soviétiques et roumaines.
Après la guerre, les Slovaques forment à nouveau avec les Tchèques une république tchécoslovaque qui, Ruthénie exceptée, retrouve ses frontières de 1938, et qui, après avoir subi durant 42 ans la dictature dite « communiste », redevient démocratique en 1989 pour finir par un « divorce à l'amiable » en 1992 entre la république tchèque et la Slovaquie, désormais indépendante. Les Slovaques sont citoyens de l'Union européenne depuis 2004.

## Répartition géographique
Aujourd'hui, la plupart des Slovaques vivent entre les frontières de la Slovaquie indépendante (environ 4 600 000 personnes). Des minorités sont présentes dans plusieurs pays :
- États-Unis : de 1 200 000 à 821 325 migrants du XIXe au XXIe siècle.
- Tchéquie : de 350 000 à 193 190 migrants dans le cadre de la Tchécoslovaquie entre 1918 et 2002 (liberté d'établissement garantie par le traité mettant fin à la Tchécoslovaquie).
- Hongrie : de 110 000 à 17 693 autochtones et migrants (minorité slovaque de Hongrie).
- Canada : de 100 000 à 50 860 migrants du XIXe au XXIe siècle.
- Serbie : environ 60 000  surtout en Voïvodine migrants des XVIIIe et XIXe siècles.
- Pologne : de 47 000 à 2 000 selon les critères retenus (2002). Minorité majoritairement autochtone due aux mouvements des frontières au XXe siècle.
- Roumanie (Slovaques de Roumanie).
- Ukraine : notamment migrants dans le cadre de la Tchécoslovaquie entre 1918 et 1938.
- France : environ 13 000 migrants du XXe au XXIe siècle.
- Australie
- Autriche
- Royaume-Uni
- Croatie

## Culture
Le slovaque est une langue du groupe slave occidental, qui fut codifié par Anton Bernolák en 1787 et par Ľudovít Štúr en 1843. La majorité des Slovaques s'identifie comme catholiques ou de culture catholique (68,9 %) ; on compte également 6,93 % de luthériens, 4,1 % de gréco-catholiques, 2 % de calvinistes et 0,9 % d'orthodoxes et 13,0 % se sont déclarés sans confession. La Shoah et l'alya des survivants ont fait disparaître la plupart des minorités juives : un peu plus de 2 000 juifs demeurent aujourd'hui (comparé à 89 000 avant-guerre). 